# Государственная дума
Госуда́рственная ду́ма Федера́льного собра́ния Росси́йской Федера́ции (сокр. Госду́ма, аббрев. ГД) — нижняя палата Федерального собрания — парламента Российской Федерации. Высший представительный и законодательный орган власти в России наряду с Советом Федерации. Правовой статус Государственной думы определён в главе 5 Конституции России.
Избирается гражданами России на основе всеобщего равного и прямого избирательного права при тайном голосовании сроком на 5 лет.
Госдума открыла своё парламентское телевидение «Дума ТВ», также парламент имеет свой сайт и официальные аккаунты в социальных сетях.

## История
Слово дума применялось для обозначения различных совещательных и представительных органов со времён Древней Руси (см. княжеская дума, боярская дума). В Российской империи представительные органы городского самоуправления назывались городская дума. Орган под названием Государственная дума впервые возник в 1905 году как всероссийский законосовещательный, а затем законодательный орган. Государственная дума Российской империи просуществовала до 1917 года и была упразднена после Февральской революции.
В СССР и РСФСР функции высшего законодательного органа были возложены соответственно на Верховный Совет СССР (1937—1991) и Верховный Совет РСФСР (1938—1993), а с 1989 года — также на Съезд народных депутатов СССР и Съезд народных депутатов России.
Указ президента Бориса Ельцина № 1400 «О поэтапной конституционной реформе в Российской Федерации», ставший отправной точкой событий сентября—октября 1993 года, предусматривал роспуск Съезда и Верховного Совета и проведение выборов Государственной думы как нижней палаты нового парламента — Федерального собрания. Выборы депутатов Государственной думы были назначены на 11 и 12 декабря 1993.
В результате дальнейших событий выборы Государственной думы I созыва прошли 12 декабря 1993 года одновременно с референдумом, на котором была принята новая Конституция России. Конституция закрепила статус Государственной думы как одной из палат Федерального собрания.
Государственная дума работает в Москве в здании по адресу: Охотный Ряд, дом 1, которое ранее принадлежало Совету труда и обороны СССР, Совету министров СССР, Госплану СССР.

## Порядок формирования
Конституция 1993 года устанавливала следующие требования к формированию Государственной думы: она состоит из 450 депутатов и избирается сроком на 4 года. При этом согласно переходным положениям Конституции, Государственная дума I созыва избиралась на 2 года. В конце 2008 года в Конституцию была внесена поправка, согласно которой срок полномочий Думы был продлён до 5 лет.
Порядок проведения выборов депутатов Государственной думы определяются федеральными законами «О выборах депутатов Государственной Думы Федерального собрания Российской Федерации», «Об основных гарантиях избирательных прав и права на участие в референдуме граждан Российской Федерации» и рядом других федеральных законов. Законы устанавливают принцип избрания депутатов гражданами Российской Федерации на основе всеобщего равного и прямого избирательного права при тайном голосовании. Участие гражданина России в выборах является свободным и добровольным.
Закон о выборах депутатов Государственной думы неоднократно изменялся. Ныне действующий закон является пятым по счёту. Каждая новая редакция закона в той или иной степени меняла применяемую на выборах избирательную систему. В частности, менялась роль политических партий; порядок выдвижения кандидатов; соотношение количества депутатов, избираемых по мажоритарной (по округам) и пропорциональной (по спискам) системе; проходной барьер в пропорциональной системе.
| Выборы                           | Закон                   | Число мест по округам | Число мест по спискам | Проходной барьер |
| -------------------------------- | ----------------------- | --------------------- | --------------------- | ---------------- |
| I созыв — 12 декабря 1993        | Положение от 21.09.1993 | 225                   | 225                   | 5 %              |
| II созыв — 17 декабря 1995       | № 90-ФЗ от 21.06.1995   | 225                   | 225                   | 5 %              |
| III созыв — 19 декабря 1999      | № 121-ФЗ от 24.06.1999  | 225                   | 225                   | 5 %              |
| IV созыв — 7 декабря 2003        | № 175-ФЗ от 20.12.2002  | 225                   | 225                   | 5 %              |
| V созыв — 2 декабря 2007         | № 51-ФЗ от 18.05.2005   | 0                     | 450                   | 7 %              |
| VI созыв — 4 декабря 2011        | № 51-ФЗ от 18.05.2005   | 0                     | 450                   | 7 %              |
| VII созыв — 18 сентября 2016     | № 20-ФЗ от 22.02.2014   | 225                   | 225                   | 5 %              |
| VIII созыв — 17—19 сентября 2021 | № 20-ФЗ от 22.02.2014   | 225                   | 225                   | 5 %              |

Депутатом Государственной думы может быть избран гражданин России, достигший 21 года и имеющий право участвовать в выборах, постоянно проживающий в России, не имеющий гражданства иностранного государства либо вида на жительство или иного документа, подтверждающего право на постоянное проживание гражданина России на территории иностранного государства. Депутатам Государственной думы в порядке, установленном федеральным законом, запрещается открывать и иметь счета (вклады), хранить наличные денежные средства и ценности в иностранных банках, расположенных за пределами территории России.
24 февраля 2014 года вступил в силу федеральный закон от 22 февраля 2014 года № 20-ФЗ «О выборах депутатов Государственной Думы Федерального собрания Российской Федерации», согласно которому выборы депутатов Государственной думы проводятся по смешанной системе: 225 депутатов Государственной думы избираются по одномандатным избирательным округам (1 округ — 1 депутат), а другие 225 депутатов — по федеральному избирательному округу пропорционально числу голосов избирателей, поданных за федеральные списки кандидатов.

### Одномандатные округа
Выборы депутатов от одномандатных округов проходили при избрании Государственной думы I—IV и VII—VIII созывов (1993, 1995, 1999, 2003, 2016, 2021). Каждый раз по округам избиралось 225 депутатов — половина от общего числа.
При такой системе территория России делится на 225 избирательных округов, примерно равных по количеству избирателей. При этом каждый избирательный округ должен полностью находиться в пределах территории одного субъекта Федерации, и каждый субъект Федерации должен быть представлен хотя бы одним депутатом.
Выборы по одномандатным округам проводятся в 1 тур. Депутатский мандат получает кандидат, набравший наибольшее количество голосов (относительное большинство). На выборах Думы I—IV созывов был установлен минимальный порог явки избирателей — 25 %, а также возможность голосования против всех кандидатов: для признания выборов в определённом округе действительными требовалось, чтобы в голосовании приняли участие не менее 25 % зарегистрированных избирателей, а количество голосов за кандидата, занявшего первое место, превышало бы количество голосов против всех кандидатов.
В случае досрочного прекращения депутатом-одномандатником исполнения своих обязанностей (смерть, добровольное сложение полномочий и так далее) по его округу проводятся дополнительные выборы.

### Избирательный порог
Федеральный закон «О выборах депутатов Государственной Думы Федерального собрания Российской Федерации» устанавливает процентный барьер, то есть минимальное количество голосов, при котором список кандидатов допускается к распределению депутатских мандатов. Величина барьера на выборах варьировалась:
- I—IV созыв — 5 %
- V созыв — 7 %
- VI созыв — 7 %, плюс по 2 депутатских мандата для списков, набравших от 6 до 7 %, и по 1 мандату для списков, набравших от 5 до 6 %
- VII—VIII созыв — 5 %.

На всех выборах, кроме выборов II созыва, законодатель стремился избежать ситуации, в которой в Думе оказывалась бы представлена только одна партия. Для этого на выборах I созыва предполагалось, что, если бы барьер преодолел только один список, выборы по спискам признавались бы несостоявшимися, а все одномандатные округа превращались бы в двухмандатные. На остальных выборах предполагалось предоставление мандатов списку, занявшему 2-е место (на выборах IV созыва — также занявшему третье место).
Кроме того, на выборах III, IV и VII созыва, предусматривалось, что списки, получающие депутатские мандаты, должны в совокупности получить поддержку не менее 50 % избирателей, а на выборах V и VI созыва — 60 %. Для этого предполагалось предоставление мандатов спискам, не преодолевшим установленный барьер (III созыв: но набравшим хотя бы 3 %), до тех пор пока общее число голосов, поданных за такие списки, не достигло бы 50 либо 60 %.
На практике эти страховочные положения ни разу не применялись, так как каждый раз проходной барьер преодолевало более 3 списков, а их совокупная поддержка ни разу не составила менее 50 %.

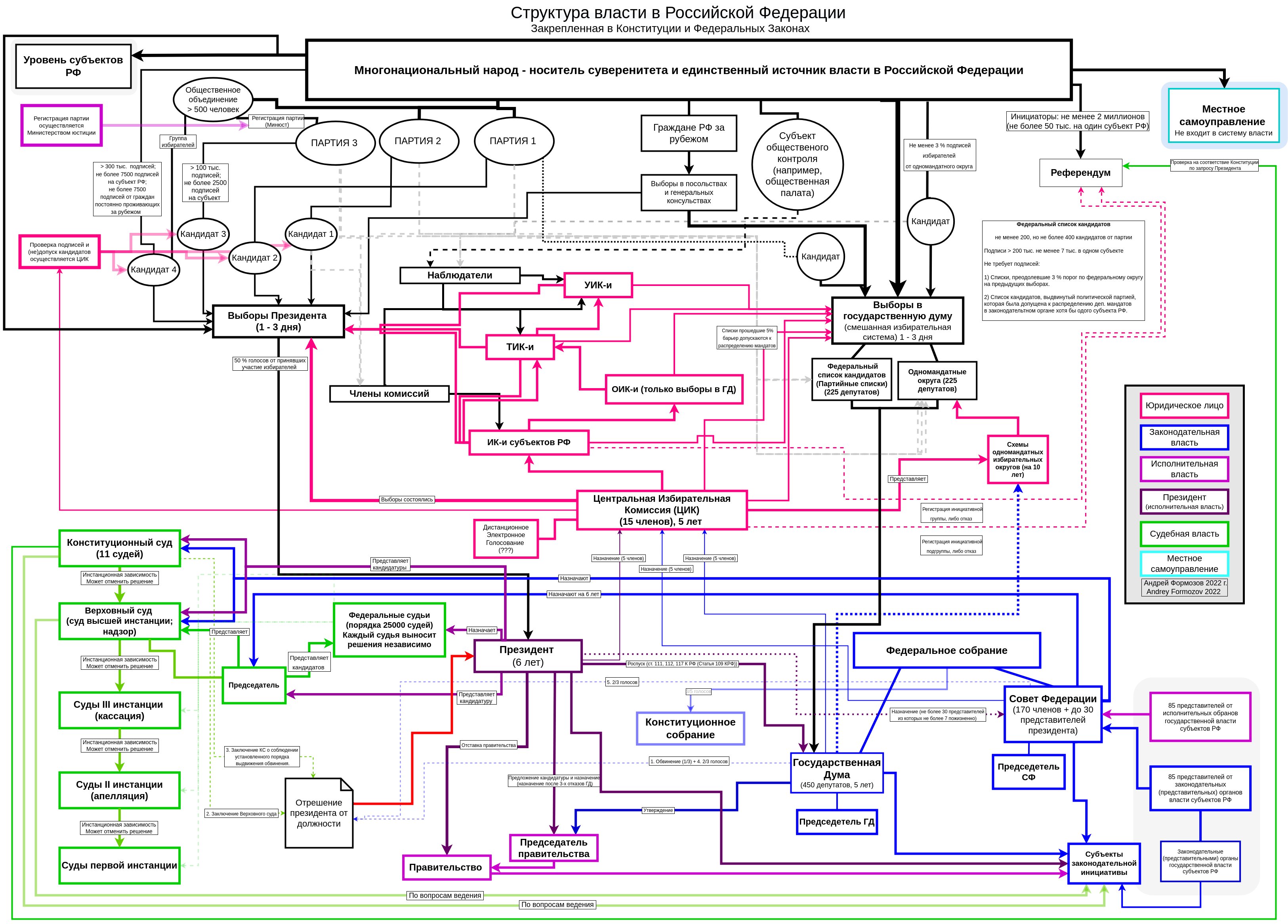
Государственная дума в системе органов государственной власти в Российской Федерации.

### Распределение депутатских мандатов между списками кандидатов
После подведения итогов голосования по партийным спискам кандидатов происходит распределение депутатских мандатов — перевод процента голосов, полученных в ходе выборов, в места в парламенте. Партии, преодолевшие процентный барьер, получают места пропорционально полученным голосам. Голоса, поданные за списки, не преодолевшие барьер, не учитываются.
Распределение мандатов производится по методу Хэйра — Нимейера. Общее число голосов, поданных за партии, преодолевшие барьер, делится на количество распределяемых мандатов (225). Целая часть от получившегося числа определяет количество мандатов, выделяемых каждой партии. Остальные мандаты передаются по одному тем партиям, у которых окажется выше дробная (после запятой) часть числа, получившегося в результате деления.
Аналогичным образом распределяются места между региональными группами кандидатов внутри партийного списка.

### Зарплата и льготы депутатов
Зарплата и льготы депутатов регулируются федеральными законами, а именно: ФЗ-3 «О статусе члена Совета Федерации и статусе депутата Государственной думы Федерального собрания Российской Федерации», ФЗ-79 «О государственной гражданской службе Российской Федерации», и регламентом Государственной думы.
На 2016 год месячная зарплата депутатов Государственной думы составляет 380 тыс. рублей, плюс ежеквартальные премии. Если депутат не из Москвы, то ему положена квартира (её размеры зависят от количества членов семьи депутата). Если у депутата нет транспортного средства, то ему положен автомобиль (либо Ford Mondeo, либо Audi).
Кроме того, у Госдумы есть 12 автомобилей с номерами серии «АМР» и спецсигналами, предоставленные ФГБУ «Транспортный комбинат „Россия“». Право ездить со спецсигналами имеют председатель ГД и его заместители, а также руководители фракций.
В отличие от депутатов Государственной думы России, народные депутаты Верховного Совета РСФСР и СССР, согласно «Закону о статусе народных депутатов», не имели депутатской заработной платы, на съезды народных депутатов и сессии Верховных Советов собирались несколько раз в год, по завершении которых депутаты возвращались в регионы по месту своей основной работы. 30 сентября 2013 года Президентом России Владимиром Путиным был подписан «Указ о повышении зарплат отдельным категориям государственных служащих» в которую вошли депутаты Государственной думы, общая ежемесячная заработная плата которых составила 250 тысяч рублей.
На 2014 год на содержание Государственной думы из государственного бюджета было выделено 8 млрд рублей — на полмиллиарда больше, чем в предыдущем. Бо́льшая часть этих денег, 5,8 млрд рублей, будет направлена на зарплаты депутатов и их аппаратов. К 2015 году зарплата депутата составила от 350—400 тыс. рублей ежемесячно, в зависимости от занимаемой в комитете должности.
Согласно указу президента России от 16 марта 2015 года бесплатно или с 50 % скидкой лекарства получит целый ряд государственных служащих, среди них депутаты и сотрудники аппарата Государственной думы, а также члены их семей. После ухода с должности на пенсию льготы на лекарства также сохраняются.
Пенсионное обеспечение у депутатов составляет:
- при стаже от 5 до 10 лет — 46 626 руб. денежного вознаграждения депутата Государственной думы;
- при стаже свыше 10 лет — 63 581 руб. денежного вознаграждения депутата Государственной думы.

## Полномочия
Конституция Российской Федерации (статья 103) определяет следующие полномочия Государственной думы:
- утверждение по представлению президента России кандидатуры председателя Правительства России;
- утверждение по представлению председателя Правительства России кандидатур заместителей председателя Правительства России и федеральных министров (за исключением федеральных министров, ведающих вопросами обороны, безопасности государства, внутренних дел, юстиции, иностранных дел, предотвращения чрезвычайных ситуаций и ликвидации последствий стихийных бедствий, общественной безопасности);
- решение вопроса о доверии Правительству России;
- заслушивание ежегодных отчётов Правительства России о результатах его деятельности, в том числе по вопросам, поставленным Государственной думой;
- назначение на должность и увольнение с должности председателя Банка России;
- заслушивание ежегодных отчётов Центрального банка РФ;
- назначение на должность и освобождение от должности заместителя председателя Счётной палаты и половины от общего числа аудиторов Счётной палаты по представлению президента России;
- назначение на должность и освобождение от должности Уполномоченного по правам человека в России;
- объявление амнистии;
- выдвижение обвинения против президента России в целях отрешения его от должности или против президента России, прекратившего исполнение своих полномочий, в целях лишения его неприкосновенности[33].

Государственная дума имеет право осуществлять парламентский контроль, в том числе направлять парламентские запросы руководителям государственных органов и органов местного самоуправления по вопросам, входящим в компетенцию этих органов и должностных лиц. Порядок осуществления парламентского контроля определяется федеральными законами и регламентом Государственной думой.
Государственная дума принимает федеральные законы большинством голосов от общего числа депутатов, если иное не предусмотрено Конституцией России.
Под принятым федеральным законом по смыслу ч. 1 ст. 107 Конституции РФ понимаются: законы, принятые Государственной думой и одобренные Советом Федерации в соответствии с ч. 1, 2, 3 и 4 ст. 105 Конституции РФ; законы, повторно принятые Государственной думой в соответствии с ч. 5 ст. 105 Конституции РФ; законы, одобренные Государственной думой и Советом Федерации в соответствии с ч. 3 ст. 107 Конституции РФ. Кроме того, принятый федеральный закон подписывается и обнародуется президентом РФ.
В том же порядке должен приниматься, подписываться и обнародоваться и акт законодательного органа, посредством которого осуществляется официальное, имеющее силу закона разъяснение федерального закона. Если же разъяснение предпринято в форме постановления Государственной думы, то есть без соблюдения требований ст.ст. 105, 106, 107 Конституции РФ, предъявляемых к принятию федеральных законов, то оно не может рассматриваться в качестве акта Федерального собрания — законодательного органа РФ. Будучи актом лишь одной из его палат, такое постановление не является аутентичным официальным разъяснением закона. Нельзя его признать и делегированным официальным разъяснением закона, поскольку Конституция РФ не предоставляет Государственной думе соответствующего права.
В 2020 году полномочия обновлялись поправкой к Конституции.

## Возможности роспуска Государственной думы
Роспуск Госдумы, в соответствии со ст. 109 Конституции РФ, может произойти по указу президента России, если она трижды отклонила представленные им кандидатуры на должность Председателя Правительства или выразила недоверие Правительству повторно в течение трёх месяцев (если в этом случае президент не принял решение об отставке Правительства). Однако Дума не может быть распущена на основании ст. 117 конституции РФ (выражение недоверия правительству РФ) в первый год своей работы. В случаях роспуска Госдумы президент России назначает дату выборов так, чтобы вновь избранная Дума собралась не позднее чем через четыре месяца с момента её роспуска.

## Представители президента РФ в Государственной думе Федерального собрания России
- Котенков Александр Алексеевич (10 февраля 1996 года, № 169 — 29 января 2000 года, № 122; по указу президента от 29 января 2000 года № 123 впредь до вступления в должность вновь избранного президента исполнял обязанности полномочного представителя президента в Государственной думе Федерального собрания Российской Федерации; 5 июня 2000 года, № 1037 — 5 апреля 2004 года, № 475)
- Косопкин Александр Сергеевич (5 апреля 2004 года, № 476 — 7 мая 2008 года; 14 мая 2008 года, № 782 — погиб в авиакатастрофе 9 января 2009 года)
- Подавалов, Андрей Александрович (врио 21 января 2009 года, № 32-рп — 12 февраля 2009 года)
- Минх Гарри Владимирович (12 февраля 2009 года, № 149 — 7 мая 2012 года, с 25 мая 2012 года, № 731)

## Структура

### Аппарат Государственной думы
Аппарат Государственной думы — постоянно действующий орган, осуществляющий правовое, организационное, документационное, аналитическое, информационное, финансовое, материально-техническое, социально-бытовое обеспечение деятельности депутатов, депутатских объединений, Совета, комитетов и комиссий, председателя Думы, его первых заместителей и заместителей, руководителя и работников аппарата Думы.
Руководители Аппарата Государственной думы
- Войков Андрей Иванович (1994—1996)
- Трошкин Николай Никитич (1996—2002)
- Лоторёв Александр Николаевич (2002—2005)
- Чернявский Валентин Семёнович (2005—2007)
- Сигуткин Алексей Алексеевич (2007—2012)
- Поллыева Джахан Реджеповна (2012—2016)
- Воронова Татьяна Геннадьевна (2016—2021)
- Дивейкин Игорь Николаевич (с 22 марта 2021 года[36])

### Председатели Государственной думы
Председатель Государственной думы осуществляет взаимодействие с другими ветвями власти — исполнительной и судебной. Председатель, первый заместитель председателя и заместители председателя избираются тайным голосованием на заседании палаты. Кандидатов на должности заместителей председателя могут выдвигать депутатские объединения и депутаты.
I созыв (14 января 1994 года — 17 января 1996 года)
- Рыбкин Иван Петрович (избран 14 января 1994 года — Постановление ГД ФС РФ от 14 января 1994 года № 8-1 ГД «Об избрании Председателя Государственной Думы Федерального Собрания Российской Федерации»), фракция Аграрной партии России (АПР)

II созыв (17 января 1996 года — 18 января 2000 года)
- Селезнёв Геннадий Николаевич (избран 17 января 1996 года — Постановление ГД ФС РФ от 17 января 1996 года № 7-II ГД «Об избрании Председателя Государственной Думы Федерального Собрания Российской Федерации»), фракция КПРФ

III созыв (18 января 2000 года — 29 декабря 2003 года)
- Селезнёв Геннадий Николаевич (избран 18 января 2000 года — Постановление ГД ФС РФ от 18 января 2000 года № 6-III ГД «Об избрании Председателя Государственной Думы Федерального Собрания Российской Федерации»), фракция КПРФ, с 4 июня 2002 года — независимый депутат

IV созыв (29 декабря 2003 года — 24 декабря 2007 года)
- Грызлов Борис Вячеславович (избран 29 декабря 2003 года — Постановление ГД ФС РФ от 29 декабря 2003 года № 5-IV ГД «Об избрании Председателя Государственной Думы Федерального Собрания Российской Федерации»), фракция «Единая Россия»

V созыв (24 декабря 2007 года — 21 декабря 2011 года)
- Грызлов Борис Вячеславович (избран 24 декабря 2007 г. — Постановление ГД ФС РФ от 24 декабря 2007 года № 3-5 ГД «Об избрании Председателя Государственной Думы Федерального Собрания Российской Федерации»), фракция «Единая Россия»

VI созыв (с 21 декабря 2011 года — 5 октября 2016 года)
- Нарышкин Сергей Евгеньевич (избран 21 декабря 2011 года — Постановление ГД ФС РФ от 21 декабря 2011 года № 4-6 ГД «Об избрании Председателя Государственной Думы Федерального Собрания Российской Федерации»), фракция «Единая Россия»

 VII созыв (с 5 октября 2016 года)
- Володин Вячеслав Викторович (избран 5 октября 2016 года — Постановление ГД ФС РФ от 05 октября 2016 года № 6-7 ГД «Об избрании Председателя Государственной Думы Федерального Собрания Российской Федерации»), фракция «Единая Россия»

 VIII созыв (с 12 октября 2021 года)
- Володин Вячеслав Викторович (избран 12 октября 2021 года — Постановление ГД ФС РФ от 12 октября 2021 года № 6-7 ГД «Об избрании Председателя Государственной Думы Федерального Собрания Российской Федерации»), фракция «Единая Россия»

### Комитеты Государственной думы по созывам
Госдума образует комитеты и комиссии. Комитеты являются основными органами палаты, участвующими в законотворческом процессе. Формируются, как правило, по принципу пропорционального представительства депутатских объединений. Председатели комитетов, их первые заместители и заместители избираются большинством голосов от общего числа депутатов по представлению депутатских объединений.
К полномочиям комитетов относятся:
- внесение предложения по формированию примерной программы законопроектной работы Государственной думы на текущую сессию и календаря рассмотрения вопросов Государственной думой на очередной месяц;
- осуществление предварительного рассмотрения законопроектов и их подготовка к рассмотрению Государственной думой;
- подготовка проектов постановлений Государственной думы;
- подготовка заключений по законопроектам и проектам постановлений, поступившим на рассмотрение Государственной думы;
- подготовка в соответствии с решением палаты запросов в Конституционный суд Российской Федерации;
- в соответствии с решением Совета Государственной думы, поручением Председателя Государственной думы подготовка проектов постановлений Государственной думы о направлении представителей Государственной думы в Конституционный суд Российской Федерации;
- организация проводимых Государственной думой парламентских слушаний;
- заключения и предложения по соответствующим разделам проекта федерального бюджета;
- анализ практики применения законодательства.

| I созыв | II созыв                                                            | III созыв                                                         | IV созыв                                                                             | V созыв                                                                       | VI созыв                                                                         | VII созыв                                                                                        | VIII созыв                                               |
| --- | ------------------------------------------------------------------- | ----------------------------------------------------------------- | ------------------------------------------------------------------------------------ | ----------------------------------------------------------------------------- | -------------------------------------------------------------------------------- | ------------------------------------------------------------------------------------------------ | -------------------------------------------------------- |
| Постановление 13-I ГД                                                                                              | Постановление 11-II ГД                                              | Постановление 13-III ГД                                           | Постановление 16-IV ГД                                                               | Постановление 9-5 ГД                                                          | Постановление 7-6 ГД                                                             | Постановление принято на заседании ГД 5 октября 2016 г.                                          | Постановление принято на заседании ГД 12 октября 2021 г. |
| Комитет по законодательству и судебно-правовой реформе                                                             | Комитет по законодательству и судебно-правовой реформе              | Комитет по законодательству                                       | Комитет по конституционному законодательству и государственному строительству        | Комитет по конституционному законодательству и государственному строительству | Комитет по конституционному законодательству и государственному строительству    | Комитет по государственному строительству и законодательству                                     |                                                          |
| Комитет по законодательству и судебно-правовой реформе                                                             | Комитет по законодательству и судебно-правовой реформе              | Комитет по законодательству                                       | Плигин                                                                               | Плигин                                                                        | Плигин                                                                           | Комитет по государственному строительству и законодательству                                     |                                                          |
| Комитет по законодательству и судебно-правовой реформе                                                             | Комитет по законодательству и судебно-правовой реформе              | Комитет по законодательству                                       | Единая Россия                                                                        | Единая Россия                                                                 | Единая Россия                                                                    | Комитет по государственному строительству и законодательству                                     |                                                          |
| Комитет по законодательству и судебно-правовой реформе                                                             | Комитет по законодательству и судебно-правовой реформе              | Комитет по законодательству                                       | Комитет по гражданскому, уголовному, арбитражному и процессуальному законодательству |                                                                               |                                                                                  | Комитет по государственному строительству и законодательству                                     |                                                          |
| Исаков | Лукьянов                                                            | Крашенинников                                                     | Крашенинников                                                                        | Крашенинников                                                                 | Крашенинников                                                                    | Крашенинников                                                                                    |                                                          |
| Аграрная партия России                                                                                             | КПРФ                                                                | СПС                                                               | Единая Россия                                                                        | Единая Россия                                                                 | Единая Россия                                                                    | Единая Россия                                                                                    |                                                          |
| Комитет по труду и социальной поддержке                                                                            | Комитет по делам ветеранов                                          | Комитет по делам ветеранов                                        | Комитет по делам ветеранов                                                           | Комитет по делам ветеранов                                                    | Комитет по труду, социальной политике и делам ветеранов                          | Комитет по труду, социальной политике и делам ветеранов                                          |                                                          |
| Комитет по труду и социальной поддержке                                                                            | Варенников                                                          | Куликов                                                           | Ковалёв                                                                              | Ковалёв                                                                       | Комитет по труду, социальной политике и делам ветеранов                          | Комитет по труду, социальной политике и делам ветеранов                                          |                                                          |
| Комитет по труду и социальной поддержке                                                                            | КПРФ                                                                | Отечество — Вся Россия                                            | Единая Россия                                                                        | Единая Россия                                                                 | Комитет по труду, социальной политике и делам ветеранов                          | Комитет по труду, социальной политике и делам ветеранов                                          |                                                          |
| Комитет по труду и социальной поддержке                                                                            | Комитет по труду и социальной политике                              |                                                                   |                                                                                      |                                                                               | Комитет по труду, социальной политике и делам ветеранов                          | Комитет по труду, социальной политике и делам ветеранов                                          |                                                          |
| Калашников | Калашников → Лисичкин                                               | Сайкин → Селиванов                                                | Исаев                                                                                | Исаев                                                                         | Исаев → Баталина                                                                 | Нилов                                                                                            |                                                          |
| ЛДПР | ЛДПР                                                                | КПРФ → СПС                                                        | Единая Россия                                                                        | Единая Россия                                                                 | Единая Россия                                                                    | ЛДПР                                                                                             |                                                          |
| Комитет по бюджету, налогам, банкам и финансам                                                                     | Комитет по бюджету, налогам, банкам и финансам                      | Комитет по бюджету и налогам                                      | Комитет по бюджету и налогам                                                         | Комитет по бюджету и налогам                                                  | Комитет по бюджету и налогам                                                     | Комитет по бюджету и налогам                                                                     |                                                          |
| Комитет по бюджету, налогам, банкам и финансам                                                                     | Комитет по бюджету, налогам, банкам и финансам                      | Жуков                                                             | Васильев                                                                             | Васильев                                                                      | Макаров                                                                          | Макаров                                                                                          |                                                          |
| Комитет по бюджету, налогам, банкам и финансам                                                                     | Комитет по бюджету, налогам, банкам и финансам                      | Российские регионы                                                | Единая Россия                                                                        | Единая Россия                                                                 | Единая Россия                                                                    | Единая Россия                                                                                    |                                                          |
| Комитет по бюджету, налогам, банкам и финансам                                                                     | Комитет по бюджету, налогам, банкам и финансам                      | Комитет по кредитным организациям и финансовым рынкам             | Комитет по кредитным организациям и финансовым рынкам                                | Комитет по финансовому рынку                                                  | Комитет по финансовому рынку                                                     | Комитет по финансовому рынку                                                                     |                                                          |
| Задорнов | Задорнов → Жуков                                                    | Шохин → Зубов                                                     | Резник                                                                               | Резник                                                                        | Бурыкина → Гончар                                                                | Аксаков                                                                                          |                                                          |
| Яблоко | Яблоко → Российские регионы                                         | Народный депутат                                                  | Единая Россия                                                                        | Единая Россия                                                                 | Единая Россия                                                                    | Справедливая Россия                                                                              |                                                          |
| Комитет по экономической политике                                                                                  | Комитет по экономической политике                                   | Комитет по экономической политике и предпринимательству           | Комитет по экономической политике, предпринимательству и туризму                     | Комитет по экономической политике и предпринимательству                       | Комитет по экономической политике, инновационному развитию и предпринимательству | Комитет по промышленности, экономической политике, инновационному развитию и предпринимательству |                                                          |
| Глазьев | Маслюков → Тихонов                                                  | Глазьев                                                           | Драганов → Фёдоров                                                                   | Фёдоров                                                                       | Руденский → Аксаков                                                              | Жигарев                                                                                          |                                                          |
| Демократическая партия России                                                                                      | КПРФ                                                                | КПРФ                                                              | Единая Россия                                                                        | Единая Россия                                                                 | Единая Россия → Справедливая Россия — За правду                                  | ЛДПР                                                                                             |                                                          |
| Комитет по собственности, приватизации и хозяйственной деятельности                                                | Комитет по собственности, приватизации и хозяйственной деятельности | Комитет по вопросам собственности                                 | Комитет по вопросам собственности                                                    | Комитет по вопросам собственности                                             | Комитет по вопросам собственности                                                | Комитет по природным ресурсам, собственности и земельным отношениям                              |                                                          |
| Бурков | Бунич                                                               | Пехтин → Плескачевский                                            | Плескачевский                                                                        | Плескачевский                                                                 | Гаврилов                                                                         | Николаев                                                                                         |                                                          |
| Российские регионы                                                                                                 | Наш дом — Россия                                                    | Единство                                                          | Единая Россия                                                                        | Единая Россия                                                                 | КПРФ                                                                             | Единая Россия                                                                                    |                                                          |
| Комитет по информационной политике и связи                                                                         | Комитет по информационной политике и связи                          | Комитет по информационной политике                                | Комитет по информационной политике                                                   | Комитет по информационной политике, информационным технологиям и связи        | Комитет по жилищной политике и жилищно-коммунальному хозяйству                   | Комитет по жилищной политике и жилищно-коммунальному хозяйству                                   |                                                          |
| Комитет по информационной политике и связи                                                                         | Комитет по информационной политике и связи                          | Ветров                                                            | Комиссаров                                                                           | Комитет по информационной политике, информационным технологиям и связи        | Комитет по жилищной политике и жилищно-коммунальному хозяйству                   | Комитет по жилищной политике и жилищно-коммунальному хозяйству                                   |                                                          |
| Комитет по информационной политике и связи                                                                         | Комитет по информационной политике и связи                          | ЛДПР                                                              | Единая Россия                                                                        | Комитет по информационной политике, информационным технологиям и связи        | Комитет по жилищной политике и жилищно-коммунальному хозяйству                   | Комитет по жилищной политике и жилищно-коммунальному хозяйству                                   |                                                          |
| Комитет по информационной политике и связи                                                                         | Комитет по информационной политике и связи                          | Комитет по энергетике, транспорту и связи                         |                                                                                      | Комитет по информационной политике, информационным технологиям и связи        | Комитет по жилищной политике и жилищно-коммунальному хозяйству                   | Комитет по жилищной политике и жилищно-коммунальному хозяйству                                   |                                                          |
| Полторанин | Финько                                                              | Комиссаров → Железняк                                             | Хованская                                                                            | Хованская                                                                     |                                                                                  |                                                                                                  |                                                          |
| Выбор России | ЛДПР                                                                | Единая Россия                                                     | Справедливая Россия — За правду                                                      | Справедливая Россия                                                           |                                                                                  |                                                                                                  |                                                          |
| Комитет по промышленности, строительству, транспорту и энергетике                                                  | Комитет по промышленности, строительству, транспорту и энергетике   | Комитет по энергетике                                             | Комитет по энергетике                                                                | Комитет по энергетике                                                         |                                                                                  |                                                                                                  |                                                          |
| Комитет по промышленности, строительству, транспорту и энергетике                                                  | Комитет по промышленности, строительству, транспорту и энергетике   | Липатов                                                           | Грачёв                                                                               | Завальный                                                                     |                                                                                  |                                                                                                  |                                                          |
| Комитет по промышленности, строительству, транспорту и энергетике                                                  | Комитет по промышленности, строительству, транспорту и энергетике   | Единая Россия                                                     | Справедливая Россия                                                                  | Единая Россия                                                                 |                                                                                  |                                                                                                  |                                                          |
| Комитет по промышленности, строительству, транспорту и энергетике                                                  | Комитет по промышленности, строительству, транспорту и энергетике   | Комитет по транспорту                                             | Комитет по транспорту                                                                | Комитет по транспорту и строительству                                         | Комитет по транспорту и строительству                                            |                                                                                                  |                                                          |
| Комитет по промышленности, строительству, транспорту и энергетике                                                  | Комитет по промышленности, строительству, транспорту и энергетике   | Катренко                                                          | Язев                                                                                 | Комитет по транспорту и строительству                                         | Комитет по транспорту и строительству                                            | Шишкарёв                                                                                         | Москвичёв                                                |
| Комитет по промышленности, строительству, транспорту и энергетике                                                  | Комитет по промышленности, строительству, транспорту и энергетике   | Единство                                                          | Единая Россия                                                                        | Комитет по транспорту и строительству                                         | Комитет по транспорту и строительству                                            | Единая Россия                                                                                    | Единая Россия                                            |
| Комитет по промышленности, строительству, транспорту и энергетике                                                  | Комитет по промышленности, строительству, транспорту и энергетике   | Комитет по промышленности, строительству и наукоёмким технологиям | Комитет по промышленности, строительству и наукоёмким технологиям                    | Комитет по транспорту и строительству                                         | Комитет по транспорту и строительству                                            | Комитет по земельным отношениям и строительству                                                  | Комитет по земельным отношениям и строительству          |
| Комитет по промышленности, строительству, транспорту и энергетике                                                  | Комитет по промышленности, строительству, транспорту и энергетике   | Комитет по промышленности, строительству и наукоёмким технологиям | Комитет по промышленности, строительству и наукоёмким технологиям                    | Шаккум                                                                        | Русских                                                                          | Москвичёв                                                                                        |                                                          |
| Комитет по промышленности, строительству, транспорту и энергетике                                                  | Комитет по промышленности, строительству, транспорту и энергетике   | Комитет по промышленности, строительству и наукоёмким технологиям | Комитет по промышленности, строительству и наукоёмким технологиям                    | Единая Россия                                                                 | КПРФ                                                                             | Единая Россия                                                                                    |                                                          |
| Комитет по промышленности, строительству, транспорту и энергетике                                                  | Комитет по промышленности, строительству, транспорту и энергетике   | Комитет по промышленности, строительству и наукоёмким технологиям | Комитет по промышленности, строительству и наукоёмким технологиям                    | Комитет по промышленности                                                     | Комитет по промышленности                                                        | Комитет ГД по информационной политике, информационным технологиям и связи                        |                                                          |
| Гусев | Гусев                                                               | Комитет по промышленности, строительству и наукоёмким технологиям | Комитет по промышленности, строительству и наукоёмким технологиям                    | Маслюков → Собко                                                              | Собко                                                                            | Левин → Хинштейн                                                                                 |                                                          |
| ЛДПР | ЛДПР                                                                | Комитет по промышленности, строительству и наукоёмким технологиям | Комитет по промышленности, строительству и наукоёмким технологиям                    | КПРФ                                                                          | КПРФ                                                                             | Справедливая Россия → Единая Россия                                                              |                                                          |
| Комитет по образованию, культуре и науке                                                                           | Комитет по конверсии и наукоёмким технологиям                       | Комитет по промышленности, строительству и наукоёмким технологиям | Комитет по промышленности, строительству и наукоёмким технологиям                    | Комитет по науке и наукоёмким технологиям                                     | Комитет по науке и наукоёмким технологиям                                        | Комитет по образованию и науке                                                                   |                                                          |
| Комитет по образованию, культуре и науке                                                                           | Костин                                                              | Маслюков → Шаккум                                                 | Шаккум                                                                               | Комитет по науке и наукоёмким технологиям                                     | Комитет по науке и наукоёмким технологиям                                        | Комитет по образованию и науке                                                                   |                                                          |
| Комитет по образованию, культуре и науке                                                                           | Народовластие                                                       | КПРФ → Российские регионы                                         | Единая Россия                                                                        | Комитет по науке и наукоёмким технологиям                                     | Комитет по науке и наукоёмким технологиям                                        | Комитет по образованию и науке                                                                   |                                                          |
| Комитет по образованию, культуре и науке                                                                           | Комитет по образованию и науке                                      |                                                                   |                                                                                      | Комитет по науке и наукоёмким технологиям                                     | Комитет по науке и наукоёмким технологиям                                        | Комитет по образованию и науке                                                                   |                                                          |
| Комитет по образованию, культуре и науке                                                                           | Черешнев                                                            | Черешнев                                                          |                                                                                      |                                                                               |                                                                                  | Комитет по образованию и науке                                                                   |                                                          |
| Комитет по образованию, культуре и науке                                                                           | Справедливая Россия                                                 | Справедливая Россия                                               |                                                                                      |                                                                               |                                                                                  | Комитет по образованию и науке                                                                   |                                                          |
| Комитет по образованию, культуре и науке                                                                           | Комитет по образованию                                              |                                                                   |                                                                                      |                                                                               |                                                                                  | Комитет по образованию и науке                                                                   |                                                          |
| Комитет по образованию, культуре и науке                                                                           | Мельников                                                           | Мельников → Шишлов                                                | Булаев → Гребенников                                                                 | Балыхин                                                                       | Дегтярёв → Никонов                                                               | Никонов                                                                                          |                                                          |
| Комитет по образованию, культуре и науке                                                                           | КПРФ                                                                | КПРФ → Яблоко                                                     | Единая Россия                                                                        | Единая Россия                                                                 | Единая Россия                                                                    | Единая Россия                                                                                    |                                                          |
| Комитет по образованию, культуре и науке                                                                           | Комитет по культуре                                                 | Комитет по культуре и туризму                                     | Комитет по культуре                                                                  | Комитет по культуре                                                           | Комитет по культуре                                                              | Комитет по культуре                                                                              |                                                          |
| Комитет по образованию, культуре и науке                                                                           | Говорухин                                                           | Комитет по культуре и туризму                                     | Кобзон                                                                               | Ивлиев → Мединский                                                            | Говорухин                                                                        | Говорухин → Ямпольская                                                                           |                                                          |
| Комитет по образованию, культуре и науке                                                                           | Народовластие                                                       | Комитет по культуре и туризму                                     | Единая Россия                                                                        | Единая Россия                                                                 | Единая Россия                                                                    | Единая Россия                                                                                    |                                                          |
| Комитет по образованию, культуре и науке                                                                           | Комитет по туризму и спорту                                         | Комитет по культуре и туризму                                     | Комитет по физической культуре, спорту и делам молодёжи                              | Комитет по физической культуре и спорту                                       | Комитет по физической культуре, спорту и делам молодёжи                          | Комитет по физической культуре, спорту, туризму и делам молодёжи                                 |                                                          |
| Комитет по образованию, культуре и науке                                                                           | Комитет по туризму и спорту                                         | Губенко                                                           | Комитет по физической культуре, спорту и делам молодёжи                              | Сихарулидзе                                                                   | Комитет по физической культуре, спорту и делам молодёжи                          | Комитет по физической культуре, спорту, туризму и делам молодёжи                                 |                                                          |
| Комитет по образованию, культуре и науке                                                                           | Комитет по туризму и спорту                                         | КПРФ                                                              | Комитет по физической культуре, спорту и делам молодёжи                              | Единая Россия                                                                 | Комитет по физической культуре, спорту и делам молодёжи                          | Комитет по физической культуре, спорту, туризму и делам молодёжи                                 |                                                          |
| Комитет по образованию, культуре и науке                                                                           | Комитет по туризму и спорту                                         | Комитет по охране здоровья и спорту                               | Комитет по физической культуре, спорту и делам молодёжи                              | Комитет по делам молодёжи                                                     | Комитет по физической культуре, спорту и делам молодёжи                          | Комитет по физической культуре, спорту, туризму и делам молодёжи                                 |                                                          |
| Рожкова | Соколов                                                             | Комитет по охране здоровья и спорту                               | Горюнов → Третьяк                                                                    | Тараканов                                                                     | Ананских→Свищёв                                                                  | Дегтярёв → Пайкин                                                                                |                                                          |
| Российские регионы                                                                                                 | КПРФ                                                                | Комитет по охране здоровья и спорту                               | Единая Россия                                                                        | ЛДПР                                                                          | ЛДПР                                                                             | ЛДПР                                                                                             |                                                          |
| Комитет по охране здоровья                                                                                         | Комитет по охране здоровья                                          | Комитет по охране здоровья и спорту                               | Комитет по охране здоровья                                                           | Комитет по охране здоровья                                                    | Комитет по охране здоровья                                                       | Комитет по охране здоровья                                                                       |                                                          |
| Денисенко | Герасименко                                                         | Герасименко                                                       | Яковлева                                                                             | Борзова                                                                       | Калашников→Фургал                                                                | Морозов                                                                                          |                                                          |
| Выбор России | Российские регионы                                                  | Народный депутат                                                  | Единая Россия                                                                        | Единая Россия                                                                 | ЛДПР                                                                             | Единая Россия                                                                                    |                                                          |
| Комитет по делам женщин, семьи и молодёжи                                                                          | Комитет по делам женщин, семьи и молодёжи                           | Комитет по делам женщин, семьи и молодёжи                         | Комитет по делам женщин, семьи и детей                                               | Комитет по делам женщин, семьи и детей                                        | Комитет по делам женщин, семьи и детей                                           | Комитет по делам женщин, семьи и детей                                                           |                                                          |
| Климантова | Апарина                                                             | Горячева                                                          | Лахова                                                                               | Мизулина                                                                      | Мизулина→Епифанова                                                               | Плетнёва                                                                                         |                                                          |
| Женщины России | КПРФ                                                                | КПРФ                                                              | Единая Россия                                                                        | Справедливая Россия                                                           | Справедливая Россия                                                              | КПРФ                                                                                             |                                                          |
| Комитет по аграрным вопросам                                                                                       |                                                                     |                                                                   |                                                                                      |                                                                               |                                                                                  |                                                                                                  |                                                          |
| Назарчук → Чернышёв                                                                                                | Чернышёв                                                            | Плотников → Кулик                                                 | Кулик                                                                                | Денисов                                                                       | Панков                                                                           | Кашин                                                                                            |                                                          |
| Аграрная партия России                                                                                             | Аграрная партия России                                              | Агропромышленная депутатская группа → Отечество — Вся Россия      | Единая Россия                                                                        | Единая Россия                                                                 | Единая Россия                                                                    | КПРФ                                                                                             |                                                          |
| Комитет по обороне                                                                                                 |                                                                     |                                                                   |                                                                                      |                                                                               |                                                                                  |                                                                                                  |                                                          |
| Юшенков | Рохлин → Попкович                                                   | Николаев                                                          | Заварзин                                                                             | Заварзин                                                                      | Комоедов                                                                         | Шаманов                                                                                          |                                                          |
| Выбор России | Наш дом — Россия                                                    | Народный депутат                                                  | Единая Россия                                                                        | Единая Россия                                                                 | КПРФ                                                                             | Единая Россия                                                                                    |                                                          |
| Комитет по безопасности                                                                                            | Комитет по безопасности                                             | Комитет по безопасности                                           | Комитет по безопасности                                                              | Комитет по безопасности                                                       | Комитет по безопасности и противодействию коррупции                              | Комитет по безопасности и противодействию коррупции                                              |                                                          |
| Илюхин | Илюхин                                                              | Гуров                                                             | Васильев                                                                             | Васильев                                                                      | Яровая                                                                           | Пискарёв                                                                                         |                                                          |
| КПРФ | КПРФ                                                                | Единство                                                          | Единая Россия                                                                        | Единая Россия                                                                 | Единая Россия                                                                    | Единая Россия                                                                                    |                                                          |
| Комитет по международным делам                                                                                     |                                                                     |                                                                   |                                                                                      |                                                                               |                                                                                  |                                                                                                  |                                                          |
| Лукин | Лукин                                                               | Рогозин                                                           | Косачёв                                                                              | Косачёв                                                                       | Пушков                                                                           | Слуцкий                                                                                          |                                                          |
| Яблоко | Яблоко                                                              | Народный депутат                                                  | Единая Россия                                                                        | Единая Россия                                                                 | Единая Россия                                                                    | ЛДПР                                                                                             |                                                          |
| Комитет по делам по делам Содружества Независимых Государств, евразийской интеграции и связям с соотечественниками |                                                                     |                                                                   |                                                                                      |                                                                               |                                                                                  |                                                                                                  |                                                          |
| Затулин | Тихонов                                                             | Пастухов → Кокошин                                                | Кокошин                                                                              | Островский                                                                    | Слуцкий                                                                          | Калашников                                                                                       |                                                          |
| Демократическая партия России                                                                                      | Народовластие                                                       | Отечество — Вся Россия                                            | Единая Россия                                                                        | ЛДПР                                                                          | ЛДПР                                                                             | КПРФ                                                                                             |                                                          |
| Комитет по организации работы Государственной думы                                                                 | Комитет по Регламенту и организации работы Государственной думы     | Комитет по Регламенту и организации работы Государственной думы   | Комитет по Регламенту и организации работы Государственной думы                      | Комитет по Регламенту и организации работы Государственной думы               | Комитет по Регламенту и организации работы Государственной думы                  | Комитет по Регламенту и организации работы Государственной думы                                  |                                                          |
| Комитет по организации работы Государственной думы                                                                 | Красников → Попов                                                   | Локтионов → Волковский                                            | Ковалёв                                                                              | Ковалёв → Аршба                                                               | Габдрахманов → Попов → Пинский                                                   | Савастьянова                                                                                     |                                                          |
| Комитет по организации работы Государственной думы                                                                 | Агропромышленная депутатская группа                                 | Единство                                                          | Единая Россия                                                                        | Единая Россия                                                                 | Единая Россия                                                                    | Единая Россия                                                                                    |                                                          |
| Комитет по организации работы Государственной думы                                                                 | Комитет по проблемам Севера                                         | Комитет по проблемам Севера и Дальнего Востока                    | Комитет по проблемам Севера и Дальнего Востока                                       | Комитет по проблемам Севера и Дальнего Востока                                | Комитет по региональной политике и проблемам Севера и Дальнего Востока           | Комитет по региональной политике и проблемам Севера и Дальнего Востока                           |                                                          |
| Бауэр | Гоман → Мисник                                                      | Комитет по проблемам Севера и Дальнего Востока                    | Комитет по проблемам Севера и Дальнего Востока                                       | Комитет по проблемам Севера и Дальнего Востока                                | Комитет по региональной политике и проблемам Севера и Дальнего Востока           | Комитет по региональной политике и проблемам Севера и Дальнего Востока                           |                                                          |
| Выбор России | Российские регионы → Яблоко                                         | Комитет по проблемам Севера и Дальнего Востока                    | Комитет по проблемам Севера и Дальнего Востока                                       | Комитет по проблемам Севера и Дальнего Востока                                | Комитет по региональной политике и проблемам Севера и Дальнего Востока           | Комитет по региональной политике и проблемам Севера и Дальнего Востока                           |                                                          |
| Комитет по вопросам геополитики                                                                                    |                                                                     | Комитет по проблемам Севера и Дальнего Востока                    | Комитет по проблемам Севера и Дальнего Востока                                       | Комитет по проблемам Севера и Дальнего Востока                                | Комитет по региональной политике и проблемам Севера и Дальнего Востока           | Комитет по региональной политике и проблемам Севера и Дальнего Востока                           |                                                          |
| Устинов | Митрофанов                                                          | Пивненко                                                          | Пивненко                                                                             | Пивненко                                                                      | Комитет по региональной политике и проблемам Севера и Дальнего Востока           | Комитет по региональной политике и проблемам Севера и Дальнего Востока                           |                                                          |
| ЛДПР | ЛДПР                                                                | Народный депутат                                                  | Единая Россия                                                                        | Единая Россия                                                                 | Комитет по региональной политике и проблемам Севера и Дальнего Востока           | Комитет по региональной политике и проблемам Севера и Дальнего Востока                           |                                                          |
| Комитет по делам Федерации и региональной политике                                                                 |                                                                     |                                                                   |                                                                                      |                                                                               | Комитет по региональной политике и проблемам Севера и Дальнего Востока           | Комитет по региональной политике и проблемам Севера и Дальнего Востока                           |                                                          |
| Харитонов | Харитонов                                                           |                                                                   |                                                                                      |                                                                               |                                                                                  |                                                                                                  |                                                          |
| КПРФ | КПРФ                                                                |                                                                   |                                                                                      |                                                                               |                                                                                  |                                                                                                  |                                                          |
| Комитет по федеративному устройству и вопросам местного самоуправления                                             |                                                                     |                                                                   |                                                                                      |                                                                               |                                                                                  |                                                                                                  |                                                          |
| Шаповалов | Иванченко                                                           | Иванченко → Гришин                                                | Гришин                                                                               | Усачёв                                                                        |                                                                                  |                                                                                                  |                                                          |
| ПРЕС | КПРФ                                                                | КПРФ → Отечество — Вся Россия                                     | Единая Россия                                                                        | Единая Россия                                                                 |                                                                                  |                                                                                                  |                                                          |
| Комитет по вопросам местного самоуправления                                                                        |                                                                     |                                                                   |                                                                                      |                                                                               |                                                                                  |                                                                                                  |                                                          |
| Слива | Поляков                                                             | Мокрый                                                            | Мокрый                                                                               | Тимченко                                                                      | Кидяев                                                                           | Диденко                                                                                          |                                                          |
| ПРЕС | Наш дом — Россия                                                    | Единство                                                          | Единая Россия                                                                        | Единая Россия                                                                 | Единая Россия                                                                    | ЛДПР                                                                                             |                                                          |
| Комитет по экологии                                                                                                | Комитет по экологии                                                 | Комитет по экологии                                               | Комитет по экологии                                                                  | Комитет по природным ресурсам, природопользованию и экологии                  | Комитет по природным ресурсам, природопользованию и экологии                     | Комитет по экологии и охране окружающей среды                                                    |                                                          |
| Лемешев | Злотникова                                                          | Грачёв                                                            | Грачёв                                                                               | Комитет по природным ресурсам, природопользованию и экологии                  | Комитет по природным ресурсам, природопользованию и экологии                     | Комитет по экологии и охране окружающей среды                                                    |                                                          |
| ЛДПР | Яблоко                                                              | Единство                                                          | Единая Россия                                                                        | Комитет по природным ресурсам, природопользованию и экологии                  | Комитет по природным ресурсам, природопользованию и экологии                     | Комитет по экологии и охране окружающей среды                                                    |                                                          |
| Комитет по природным ресурсам и природопользованию                                                                 |                                                                     |                                                                   |                                                                                      | Комитет по природным ресурсам, природопользованию и экологии                  | Комитет по природным ресурсам, природопользованию и экологии                     | Комитет по экологии и охране окружающей среды                                                    |                                                          |
| Астафьев | Михайлов → Глубоковский                                             | Беляков                                                           | Комарова                                                                             | Комарова → Туголуков                                                          | Кашин                                                                            | Тимофеева → Бурматов                                                                             |                                                          |
| ЛДПР | Яблоко                                                              | Единство                                                          | Единая Россия                                                                        | Единая Россия                                                                 | КПРФ                                                                             | Единая Россия                                                                                    |                                                          |
| Комитет по делам общественных объединений и религиозных организаций                                                |                                                                     |                                                                   |                                                                                      |                                                                               |                                                                                  |                                                                                                  |                                                          |
| Зоркальцев → Бауэр                                                                                                 | Зоркальцев                                                          | Зоркальцев                                                        | Попов                                                                                | Попов                                                                         | Островский → Нилов                                                               | Гаврилов                                                                                         |                                                          |
| КПРФ → Российские регионы                                                                                          | КПРФ                                                                | КПРФ                                                              | Единая Россия                                                                        | Единая Россия                                                                 | ЛДПР                                                                             | КПРФ                                                                                             |                                                          |
| Комитет по делам национальностей                                                                                   |                                                                     |                                                                   |                                                                                      |                                                                               |                                                                                  |                                                                                                  |                                                          |
| Жамсуев | Зорин                                                               | Ткачёв → Никитин                                                  | Трофимов                                                                             | Купцов                                                                        | Сафаралиев                                                                       | Гильмутдинов                                                                                     |                                                          |
| Российские регионы                                                                                                 | Наш дом — Россия                                                    | Агропромышленная депутатская группа                               | Единая Россия                                                                        | КПРФ                                                                          | Единая Россия                                                                    | Единая Россия                                                                                    |                                                          |

### Комиссии
Госдума образует комиссии в случаях и порядке, установленных законодательством. Комиссии образуются на срок, не превышающий срока полномочий Думы данного созыва.
- Комиссия ГД по вопросам депутатской этики.
- Комиссия ГД по контролю за достоверностью сведений о доходах, об имуществе и обязательствах имущественного характера, представляемых депутатами ГД.
- Комиссия по вопросам контроля за достоверностью сведений о доходах, имуществе и обязательствах имущественного характера, представляемых депутатами Государственной думы, мандатным вопросам и вопросам депутатской этики. Создана 20 сентября 2018 года, на пленарном заседании Госдумы было принято решение об объединении двух комиссий, расформированных 13 сентября в одну.
- Комиссия по правовому обеспечению развития организаций оборонно-промышленного комплекса Российской Федерации
- Комиссия ГД по рассмотрению расходов федерального бюджета, направленных на обеспечение национальной обороны, национальной безопасности и правоохранительной деятельности
- Счётная комиссия ГД
- Комиссия по расследованию фактов вмешательства иностранных государств во внутренние дела России. Создана в думе седьмого созыва 10 сентября 2019 года[38].

### Совет Государственной думы
Планирует работу палаты и завершает разработку законопроектов, которые будут рассмотрены на ближайшем заседании палаты.

## Голосование

### Основные принципы
Согласно статье 83 Регламента Государственной думы, голосование может быть тайным, открытым (известны депутаты, голосовавшие от фракции и общий результат) и поимённым (известно, какой конкретно депутат проголосовал за/против/воздержался или не голосовал). Решение об открытом голосовании принимается Думой. Результаты тайного голосования не записываются в электронную систему, результаты открытого или поимённого голосования записываются. Результаты открытых голосований депутатов всех созывов доступны для просмотра и анализа.
Для работы Государственной думы требуется кворум. Пример голосований может выглядеть так:

Результаты регистрации (10 час. 00 мин. 34 сек.)
Присутствует 435 чел. 96,7 %
Отсутствует 15 чел. 3,3 %
Всего депутатов 450 чел.
Не зарегистрировано 15 чел. 3,3 %
Результат: кворум есть

Для принятия конституционных поправок в закон, требуется 2/3 голосов Государственной думы, для принятия или непринятия обычных поправок в законы или законопроектов требуется более 1/2 голосов «ЗА» или «ПРОТИВ».

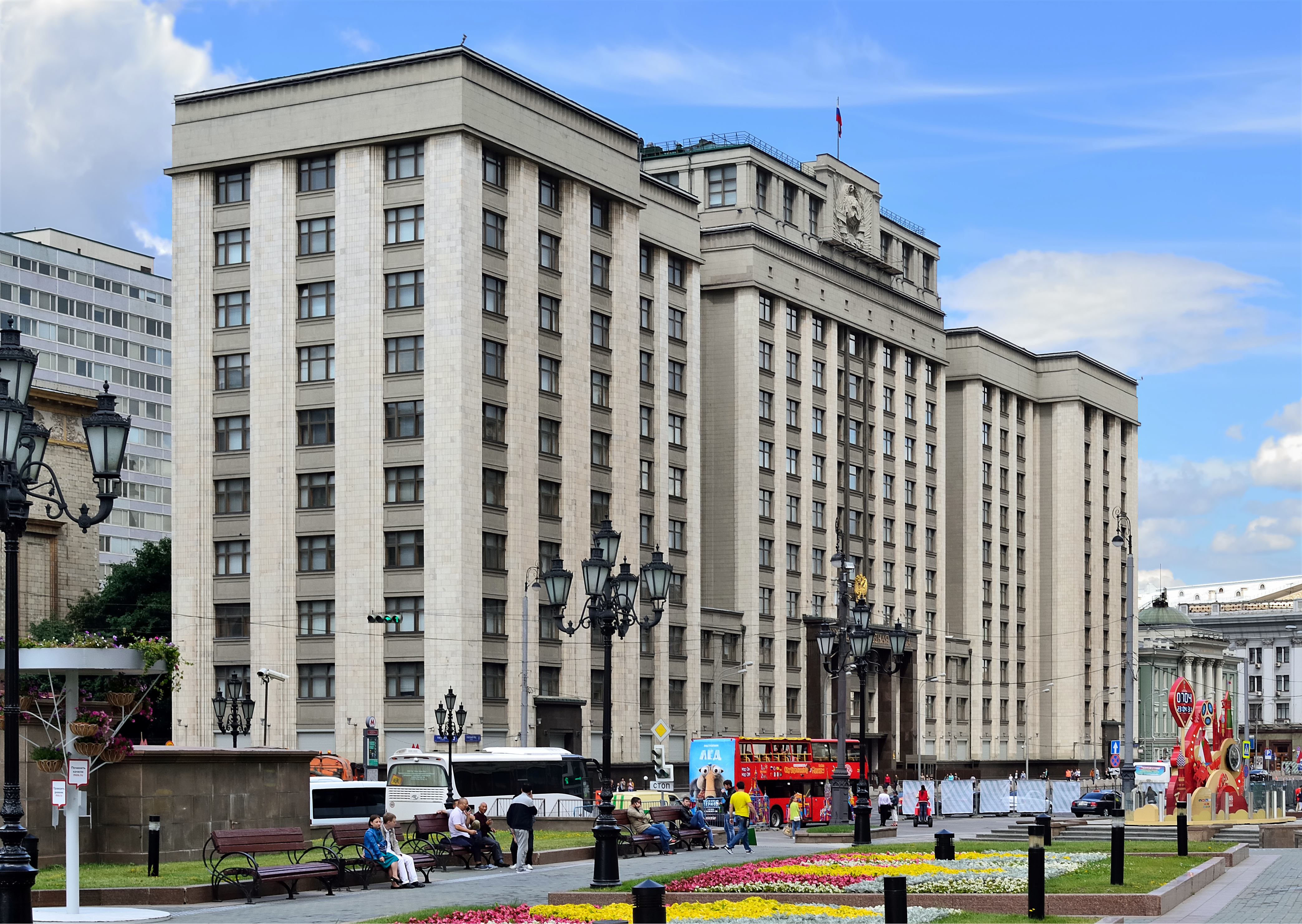
Здание Государственной думы в 2016 году

Результаты голосования (10 час. 01 мин. 22 сек.)
Проголосовало за 375 чел. 83,3 %
Проголосовало против 0 чел. 0,0 %
Воздержалось 1 чел. 0,2 %
Голосовало 376 чел.
Не голосовало 74 чел. 16,4 %
Результат: принято

Результаты голосования (10 час. 35 мин. 36 сек.)
Проголосовало за 207 чел. 46,0 %
Проголосовало против 189 чел. 42,0 %
Воздержалось 1 чел. 0,2 %
Голосовало 397 чел.
Не голосовало 53 чел. 11,8 %
Результат: не принято

Результаты голосования (17 час. 38 мин. 12 сек.)
Проголосовало за 10 чел. 2,2 %
Проголосовало против 54 чел. 12,0 %
Воздержалось 0 чел. 0,0 %
Голосовало 64 чел.
Не голосовало 386 чел. 85,8 %
Результат: не принято

### Электронные системы
Электронная система в Госдуме используется для регистрации депутатов Думы; записей на выступления, внесения предложений и поправок; проведения самого голосования с подсчётом голосов и определения результатов; выдачи справочной и статистической информации; формирования и распечатки документов заседаний; информационного обеспечения заседаний Думы. За работу электронной системы и за контроль над голосованием с использованием электронной системы отвечает специальная группа в составе Комиссии по Регламенту и обеспечению деятельности. В памяти системы хранятся все сведения о регистрации и голосовании депутатов Государственной думы, за исключением закрытых заседаний, информация по которым не выдаётся без специального разрешения главы Комиссии.

### Голосование в отсутствии депутата
Согласно части 1 статьи 85 Регламента, если депутат отсутствует по уважительной причине (часть 4 статья 44 Регламента), то он может выразить свою позицию по любому вопросу порядка работы заседания палаты в заявлении на имя Председателя думы. Эта позиция отражается в стенограмме заседания Думы. В то же время, согласно части 5 той же статьи, депутат, отсутствовавший во время голосования, не может подать свой голос по истечении времени, отведенного для голосования.
Согласно части 2 статьи 85 Регламента Государственной думы, депутат обязан обеспечивать надлежащее хранение и использование карточки для голосования, а своё право осуществляет лично. Фактически (на 2021 год) ему запрещалось передавать свою карточку для голосования кому-либо из коллег, а также голосовать за другого депутата. Часть 3 той же статьи предусматривает устное выступление каждого из депутатов, у которых на заседании не было карточки для голосования: все устные заявления заносятся в протокол и учитываются при подведении итогов голосования. 
На практике (по состоянию на 2021 год) допускается голосование одного депутата за другого, который отсутствует в зале заседания. «Собеседник» в 2021 году (на основе просмотра записей трансляций заседаний Государственной думы) выяснил, что десятки депутатов Государственной думы голосуют за своих отсутствующих коллег. При этом депутат от одной фракции может проголосовать за коллегу из другой фракции, который не присутствует на заседании. Например, депутат от КПРФ Иван Мельников проголосовал 12 мая 2021 года от имени председателя Государственной думы Вячеслава Володина («Единая Россия»). 20 апреля 2021 года Ирина Яровая покинула зал заседания через час после его начала, но от имени Яровой голос «за» был подан по 49 законопроектам.

## Депутатские объединения
К депутатским объединениям относятся фракции и депутатские группы. Депутатское объединение может быть сформировано на основе партии или избирательного блока, прошедшего в Думу по общефедеральному избирательному округу. Депутат вправе состоять только в одном депутатском объединении.
Депутаты, не вошедшие во фракции, могут образовывать депутатские группы. Согласно постановлению Думы от 29 декабря 2003 года, регистрации подлежат депутатские группы численностью не менее 35 депутатов. Эта норма способствовала вступлению многих депутатов-одномандатников во фракцию «Единой России».

### Фракции
Государственная дума Федерального собрания Российской Федерации VIII созыва, по состоянию на октябрь 2021 года:
| Фракция                                                     | Руководитель            | Кол-во депутатов | Процент от общего числа депутатов % |
| ----------------------------------------------------------- | ----------------------- | ---------------- | ----------------------------------- |
| Фракция партии «Единая Россия»                              | Владимир Васильев       | 325              | 72,3 %                              |
| Фракция Коммунистической партии Российской Федерации        | Геннадий Зюганов        | 57               | 12,7 %                              |
| Фракция партии «Справедливая Россия — Патриоты — За правду» | Сергей Миронов          | 28               | 6,2 %                               |
| Фракция Либерально-демократической партии России            | Леонид Слуцкий          | 23               | 5,1 %                               |
| Фракция партии «Новые люди»                                 | Алексей Нечаев          | 15               | 3,3 %                               |
| Внефракционные депутаты                                     | Внефракционные депутаты | 2                | 0,4 %                               |

| 76 | 63 | 55 | 45 | 30 | 25 | 23 | 15 | 65 | 47 |
| -- | -- | -- | -- | -- | -- | -- | -- | -- | -- |

| 149 | 65 | 51 | 46 | 42 | 37 | 35 | 25 |
| --- | -- | -- | -- | -- | -- | -- | -- |

| 95 | 81 | 58 | 43 | 40 | 35 | 33 | 21 | 17 | 17 |
| -- | -- | -- | -- | -- | -- | -- | -- | -- | -- |

| 300 | 52 | 36 | 36 | 23 |
| --- | -- | -- | -- | -- |

| 315 | 57 | 40 | 38 |
| --- | -- | -- | -- |

| 238 | 92 | 64 | 56 |
| --- | -- | -- | -- |

| 344 | 42 | 39 | 23 | 2 |
| --- | -- | -- | -- | - |

| 325 | 57 | 28 | 23 | 15 | 2 |
| --- | -- | -- | -- | -- | - |

### Фракции Госдумы прежних созывов
| Фракция                                          | Созыв | Деятельность |
| ------------------------------------------------ | ----- | --- |
| Родина (фракция)                                 | 4     | Переименование (Справедливая Россия), объединение с другими партиями. |
| Народный депутат                                 | 2,3   | Роспуск и присоединение к партии Справедливая Россия. |
| Единство (фракция)                               | 3     | Реорганизация и создание партии Единая Россия. |
| Отечество — Вся Россия (фракция)                 | 3     | Роспуск и присоединение к партии Единая Россия. |
| Регионы России (депутатская группа)              | 1,2,3 | Роспуск и присоединение к партии Единая Россия. В начале как Новая региональная политика.                                                                                               |
| Аграрная партия России                           | 1     | Роспуск и присоединение к партии Единая Россия, некоторые члены перешли к КПРФ, как Агропромышленная депутатская группа существовала в 1999—2003, после её члены вошли во фракцию КПРФ. |
| Яблоко (фракция)                                 | 1,2,3 | Продолжает свою деятельность в регионах на городском и районном (в городах) уровне. |
| Союз правых сил (фракция)                        | 3     | Роспуск и присоединение к партии Правое дело. |
| Демократическая партия России                    | 1     | Роспуск и присоединение к партии Правое дело в 2007 году. После 1995 года депутаты от фракции вошли в группу Российские регионы.                                                        |
| Наш дом — Россия                                 | 2     | Роспуск и ликвидация. Депутаты от фракции вошли во фракцию Единство. |
| Демократический выбор России                     | 1     | Роспуск и присоединение к партии Союз правых сил. |
| Партия российского единства и согласия (фракция) | 1     | Роспуск и ликвидация. Депутаты вошли в состав групп Российские регионы. |
| Патриоты России                                  | 4     | Объединение с Партией возрождения России, временное объединение с Российской политической партией мира и единства в 2008—2012 годах, объединение со Справедливой Россией в 2021 году.   |

## Посещаемость пленарных заседаний
Самое позднее с 2002 года в электронных СМИ регулярно появлялись сообщения, свидетельствующие о систематическом характере прогуливания депутатами пленарных заседаний Госдумы.
Так, 8 февраля 2002 года сайт Regions.ru опубликовал заявление Комиссии по этике Госдумы. Члены комиссии предложили СМИ опубликовать список «депутатов-прогульщиков», чтобы воздействовать на их поведение через общественное мнение. «Основным занятием депутата является законотворчество, а не работа в регионах, которая осуществляется за государственный счёт, — заявили члены комиссии. — Некоторые депутаты во время срока своих полномочий академии заканчивают, докторские защищают, а в Думе не работают».
25 октября 2005 года сообщалось: «Число хронических прогульщиков превышает половину всего депутатского корпуса. Из 450 депутатов более 225 регулярно не приходят на работу, а на обычном заседании присутствуют не более 50 парламентариев».
Фрагмент стенограммы пленарного заседания Госдумы от 18 мая 2005 года, 16 часов (по окончании обеденного перерыва). Любовь Слиска (председательствующая):
— Я посчитала: в зале чуть больше 40 человек. Как, будем продолжать работу, сделаем вид, что у нас кворум? Включите режим регистрации. Кто без карточки? Покажите. 

— Результаты регистрации: Присутствует 395 человек (87,8 %). Кворум есть.
Чтобы из-за неявки парламентариев пленарные заседания не срывались, депутаты-прогульщики отдают свои карточки коллегам по фракции. Тем во время голосования приходится бегать по рядам и нажимать на кнопки вместо отсутствующих.
2 апреля 2010 года эту проблему впервые на высшем уровне озвучил президент Медведев на встрече с лидерами думских фракций в Кремле. «Это вообще не моя компетенция, это вопрос Государственной думы, внутренней организации жизни Госдумы, это другая власть, но как гарант Конституции, я не могу не сказать, что меня самого удивляет картинка из зала заседаний Госдумы, когда там сидит 10—15 % от списочного состава. Я обращаюсь ко всем партиям и к партии, которая имеет „контрольный пакет“, к другим партиям. Надо что-то с этим делать. Это в конечном счёте оскорбление тех, кто голосовал за партии. Пусть ходят на заседания, а те, кто не ходят… Давайте изменим законодательство — пусть гуляют в другом месте».
Тема депутатов-прогульщиков достигла своего апогея усилиями команды новостников телеканала РЕН ТВ. 20 мая 2010 года они показали сюжет о единогласном принятии в Госдуме в первом чтении законопроекта о полном запрете употребления алкоголя за рулём. Однако главная новость состояла не в этом, а в том, что «судьбу миллионов решили 88 человек» — именно столько депутатов из 450 присутствовали в зале на момент голосования, итог которого показал совсем иную цифру — 449 «за». Сюжет был перепечатан на сайтах BBC и Spiegel.
4 мая 2016 года президент подписал ранее принятый Госдумой закон, вносящий дополнительные поправки в существующую статью о депутатском статусе. Поправки предполагают, что депутат может быть лишён мандата за систематическое неисполнение своих обязанностей в течение месяца и более, однако только по инициативе фракции или комитета, членом которых является депутат. Депутаты Госдумы VII созыва одобрили штрафы за прогулы депутатами пленарных заседаний, которые составят примерно 60 тысяч рублей за один прогул. Норма, однако, не распространяется на посещение депутатами заседаний комитетов и игнорирование работы с избирателями, так как контроль посещения возможен только в зале пленарных заседаний.

## Знаки депутата
Депутату Государственной думы выдаётся комплект из двух нагрудных знаков депутата Государственной думы с винтовым и булавочным креплениями. Номера нагрудных знаков соответствуют номеру удостоверения депутата. Знаки депутата Государственной думы остаются у лица, исполнявшего полномочия депутата, для памятного хранения. В случае смерти депутата Государственной думы нагрудные знаки депутата остаются у членов его семьи для памятного хранения.

## Лоббизм в Государственной думе
Государственная дума всегда была и остаётся одной из площадок для деятельности лоббистов. В России лоббизм не регламентируется специальным законодательством, как в США или в Канаде, но существует на практике. В Государственной думе лоббирование было особенно активным в 1990-е — начале 2000-е годы, когда нижняя палата российского парламента была расколота на небольшие фракции. Кроме того, в этот период политические партии России, в том числе представленные в Государственной думе, практически не имели государственного финансирования и были вынуждены искать спонсорские средства. Это приводило к тому, что в России продавались места в партийных списках кандидатов в Государственную думу, что иногда признавали партийные лидеры. В сентябре 2007 года Владимир Жириновский предъявил ксерокопию расписки бывшего однопартийца Алексея Митрофанова, в которой тот обязался оказать ЛДПР до 1 мая 2004 года «материальную помощь» в размере 2 млн евро. По словам Жириновского, это была плата за включение Митрофанова в партийный список ЛДПР на выборах в Государственную думу в 2003 году. С введением государственного финансирования, на которое к 2015 году почти полностью перешли все российские «парламентские» партии, купить место стало сложнее, но лоббизм не исчез в Государственной думе. Лоббирование нужных законопроектов идёт через:
- Депутатские группы, фракции и неофициальные депутатские объединения[61]. Иногда лоббизм оформляется специальным соглашением о сотрудничестве между лоббирующей организацией и депутатским объединением. Например, депутатская группа «Народный депутат» заключила официальное соглашение о сотрудничестве с холдингом «Металлоинвест»[62]. По словам руководителя холдинга Дмитрия Гиндина это сотрудничество выразилось в том, что специалисты холдинга встречаются с депутатами для обсуждения «законопроектов, затрагивающих интересы холдинга», а холдинг готов оказать депутатскому объединению «финансовую помощь»[62]. 20 марта 2009 года был подписан «Протокол о сотрудничестве» между фракцией «Единой России» в Государственной думе и Федерацией независимых профсоюзов России[63]. Согласно этому документу Федерация и фракция договорились регулярно проводить информационный обмен, консультироваться по вопросам защиты социально-экономических прав работников в условиях финансово-экономического кризиса, а также оказывать содействие в проведении переговоров между профсоюзами и работодателями[63];
- Экспертные советы при комитетах Государственной думы[64]. Для ускорения принятия законопроекта применялась такая форма как парламентские слушания, пресс-конференции, семинары с выступлением парламентариев с широким освещением в СМИ[65]. Схема парламентских слушаний была такова: сначала состояние отрасли преподносилось как критическое, затем делалась ссылка на зарубежный опыт, а после предлагались конкретные меры по улучшению ситуации[66]. При этом тон был такой: если не принять меры сегодня, то завтра будет уже поздно[66];
- Аппарат Государственной думы (прежде всего через Правовое управление и Управление по связям с общественностью и взаимодействию со СМИ)[67].
- По мнению российского кинорежиссёра, члена Коммунистической партии Российской Федерации и депутата Владимира Владимировича Бортко в Государственной Думе должны остаться только наши лидеры и четыре спортсмена, которые будут бегать нажимать на кнопки[68].

## Государственная дума в интернете
27 апреля 2017 года, Государственная дума открыла официальные страницы сразу в шести социальных сетях: ВКонтакте, Twitter, Instagram, Facebook, Telegram и Одноклассниках.
24 ноября 2017 года, нижняя палата Парламента была номинирована и стала лауреатом на Премию Рунета в номинации «Государство и общество» за новые подходы в коммуникации с обществом с помощью социальных сетей. Победу палате принесла открытость её информационных ресурсов к диалогу с гражданами.
2 апреля 2018 года была запущена новая версия сайта Госдумы с обновлённым дизайном. Технические возможности нового сайта позволяют использовать все современные форматы, что делает новости более доступными и понятными. Кроме того, на сайте Госдумы появился специальный раздел сервисов, доступ к которым обеспечивается с главной страницы, благодаря чему пользователи в один клик могут найти интересующие их законопроекты. Тексты новостей на сайте теперь будет готовить редакция, состоящая из профессиональных журналистов с опытом работы в ведущих федеральных изданиях.

## Санкции
24 марта 2022 года, из-за вторжения России на Украину, в санкционный список США попали 328 депутатов и сама Государственная дума как учреждение за «поддержку усилий Кремля по нарушению суверенитета и территориальной целостности Украины» и «соучастие в путинской войне».
24 февраля 2023 года Государственная дума внесена в санкционный список Канады как учреждение «причастное к продолжающемуся нарушению Россией суверенитета и территориальной целостности Украины».

## В филателии

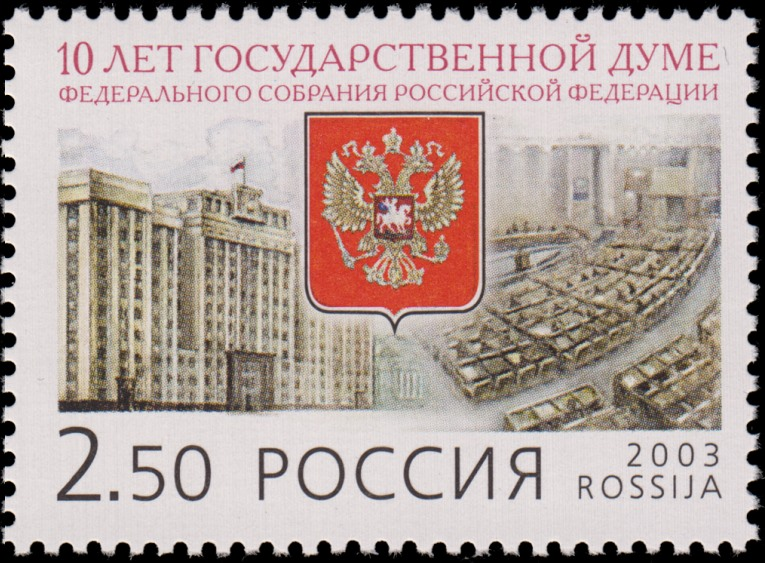
Почтовая марка 2003 год. 10 лет Государственной думе
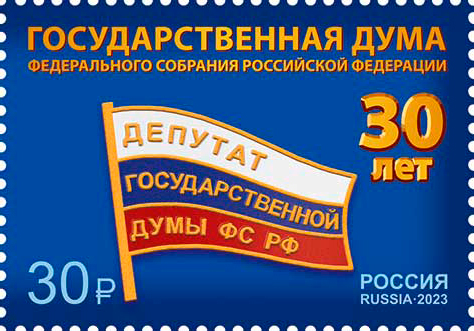
Почтовая марка 2023 год. 30 лет Федеральному Собранию Российской Федерации 30 лет Государственной Думе Федерального Собрания Российской Федерации